# 宗像氏隆
宗像 氏隆（むなかた うじたか、天文18年（1549年） - 寛永19年11月29日（1643年1月19日））は、 戦国時代の人物。
大内義隆に招かれ、黒川姓を名乗り、陶晴賢の謀反で死亡した宗像大社の第79代宮司・宗像氏男の子。幼名・国丸。父が大内義隆と共に死亡した後、陶晴賢に殺されそうになるが、宗像の旧臣らによって救出され、長門国へ落ち延びた。以後、帰農して寛永19年（1642年）11月29日に90歳を越える天寿を全うして死去したという。
宗像氏貞は嫡子が夭折し、自身も子を残さないまま病死した為に、直系の宗像氏の血筋は絶えたが、氏貞の従兄弟に当たる氏隆の家系は現在にも残っている。氏隆の子としては氏一、氏道がいる。